# Vannozza Cattanei
Vannozza Cattanei (13 juillet 1442 – 24 novembre 1518) est une personnalité italienne de la Renaissance, qui fut la maîtresse du cardinal Rodrigo Borgia, futur pape Alexandre VI, pendant plus de quinze ans.

## Biographie
Née dans une famille de Mantoue, Giovanna Cattanei s'installe à Rome et y tient plusieurs osterias (auberges), d'abord dans le Borgo, puis au Campo de' Fiori.
Elle a plusieurs amants, dont le cardinal Giuliano della Rovere, futur Jules II, puis le cardinal Rodrigo Borgia, futur Alexandre VI. Elle rencontre ce dernier en 1470 et a de lui quatre enfants qu'il reconnaît :
- Giovanni Borgia, deuxième duc de Gandia ;
- César (1475-1507) ;
- Lucrèce (1480-1519) ;
- Geoffroi ou Jofre (né en 1481 ou 1482, mort en 1516).

En dépit de sa position de maîtresse officielle d'un des cardinaux les plus puissants de Rome, elle devait avoir un époux légitime, ce dont le cardinal Borgia s'occupa en personne. Il lui fit épouser en 1474 Domenico Gianozzo di Rignano (ou d'Arignano), puis Antonio da Brescia. De nouveau veuve pour la deuxième fois en à peine deux ans, elle épousa Giorgio della Croce. Celui-ci lui donna un fils en 1482, Ottaviano, mais le père et le fils moururent en 1486. Vannozza épousa alors en quatrièmes noces Carlo Canale, humaniste originaire de Mantoue, qui porta une affection sincère aux enfants de Vannozza, en particulier à Lucrèce qu'il initia à l'étude du grec, du latin, de la poésie et des arts en général.
La passion d'Alexandre pour Vannozza diminua avant même son élévation à la papauté, quand il rencontra vers 1488 la belle Giulia Farnèse. Vannozza mena dès lors une vie retirée, mais Alexandre VI lui conserva une affection profonde, nourrie par l'amour viscéral qu'il portait à ses enfants.
À sa mort en 1518, elle est enterrée à Sainte-Marie du Peuple (Santa Maria del Popolo), mais sa tombe est saccagée par les lansquenets lors du sac de Rome de 1527. Les restes de sa pierre tombale sont rassemblés et encastrés dans le mur du portique de la basilique Saint-Marc de Rome (en face du Capitole), où ils se trouvent encore.